# Mollinedia floribunda
Mollinedia floribunda är en tvåhjärtbladig växtart som beskrevs av Louis René Tulasne. Mollinedia floribunda ingår i släktet Mollinedia och familjen Monimiaceae. Inga underarter finns listade i Catalogue of Life.